# Trata pri Velesovem
Trata pri Velesovem je naselje v Občini Cerklje na Gorenjskem.